# Temple City, Kalifornien
Temple City är en stad (city) i Los Angeles County, i delstaten Kalifornien, USA. Enligt United States Census Bureau har staden en folkmängd på 35 816 invånare (2011) och en landarea på 10,4 km².